# Micky van de Ven
Micky van de Ven (Wormer, 19 april 2001) is een Nederlandse voetballer die doorgaans als centrale verdediger speelt. Hij verruilde VfL Wolfsburg in augustus 2023 voor Tottenham Hotspur. Hij maakte in 2023 zijn debuut als international van het Nederlands voetbalelftal.
Zijn vader is voormalig undercoveragent Marcel van de Ven, bekend als televisiepersoonlijkheid van onder meer Hunted en 112 Vandaag.

## Clubcarrière

### Volendam
Van de Ven begon in de jeugd van WSV '30 met voetballen en sloot zich in 2013 aan bij de jeugdopleiding van FC Volendam. Op 18 november 2018 debuteerde hij voor Jong FC Volendam in de Derde divisie zondag tegen USV Hercules. Met Jong FC Volendam werd hij dat seizoen kampioen en promoveerde zodoende naar de Tweede divisie.
Hier scoorde hij op 28 september 2019 in de met 1-1 gelijkgespeelde thuiswedstrijd tegen Spakenburg zijn eerste doelpunt voor Jong FC Volendam. Op 4 oktober 2019 debuteerde Van de Ven in het eerste elftal van Volendam, in de met 3-1 verloren uitwedstrijd in de Eerste divisie tegen Jong PSV. Hij kwam in de 46e minuut in het veld voor Gijs Smal en pakte in de 67e minuut zijn eerste gele kaart in het betaalde voetbal.
In de zomer van 2019 tekende Van de Ven zijn eerste profcontract bij Volendam, tot medio 2022. Het volgende seizoen beleefde hij onder de nieuwe trainer, Wim Jonk, zijn grote doorbraak bij de club en werd hij een vaste waarde centraal achter in de verdediging van de Volendammers. Al gauw werd zijn stormachtige ontwikkeling door de club beloond met een nieuw, opgewaardeerd contract. Ook benoemde Jonk hem tot de nieuwe aanvoerder van het eerste elftal. Na een succesvol seizoen  speelde Van de Ven zich in de kijker van meerdere clubs, waaronder Feyenoord, Olympique Marseille en VfL Wolfsburg.

### Wolfsburg
Op 31 augustus 2021 werd bekend dat Van de Ven de overstap zou maken naar het Duitse VfL Wolfsburg, waar hij een contract tekende tot 2025. De ploeg van trainer Mark van Bommel betaalde circa €3.500.000,- voor zijn diensten. Hij maakte op 6 november tegen FC Augsburg zijn debuut voor Wolfsburg. Van de Ven speelde in 2021/22 vijf wedstrijden in de Bundesliga, waarvan drie als invaller. 
Nadat Niko Kovač in mei 2022 werd aangesteld als nieuwe trainer, brak hij definitief door bij de Duitse ploeg. Van de Ven speelde 33 van de 34 speelronden van het seizoen 2022/23, allemaal vanaf de aftrap. Hij maakte op 8 november 2022 ook voor het eerst een doelpunt in Duitse dienst, de 1–0 tijdens een met 2–0 gewonnen competitiewedstrijd thuis tegen Borussia Dortmund.

### Tottenham Hotspur
Van de Ven tekende in augustus 2023 een contract tot medio 2029 bij Tottenham Hotspur. Dat betaalde 40 miljoen euro voor hem aan Wolfsburg. Hij maakte op 13 augustus zijn debuut tegen Brentford FC, centraal achterin naast Cristian Romero. Op 7 oktober 2023 maakte hij zijn eerste doelpunt in het Engels voetbal in Spurs' 1-0 overwinning op Luton Town. Tijdens zijn eerste seizoen bij Tottenham was hij met een topsnelheid van 37,38 kilometer per uur de snelste speler van de Premier League.
Zijn tweede seizoen bij Tottenham (2024/25) werd afgesloten met de winst van de UEFA Europa League. Tijdens de finale tegen Manchester United verrichtte Van de Ven een cruciale redding op de doellijn. Ook dat seizoen was hij weer de snelste speler in de competitie.

## Clubstatistieken
| Seizoen        | Club              | Competitie     | Competitie | Competitie | Beker | Beker | Overig | Overig | Totaal | Totaal |
| Seizoen        | Club              | Competitie     | Wed.       | Dlp.       | Wed.  | Dlp.  | Wed.   | Dlp.   | Wed.   | Dlp.   |
| -------------- | ----------------- | -------------- | ---------- | ---------- | ----- | ----- | ------ | ------ | ------ | ------ |
| 2019/20        | FC Volendam       | Eerste divisie | 19         | 0          | 1     | 0     | –      | –      | 20     | 0      |
| 2020/21        | FC Volendam       | Eerste divisie | 26         | 2          | 1     | 0     | 1      | 0      | 28     | 2      |
| 2021/22        | VfL Wolfsburg     | Bundesliga     | 5          | 0          | 0     | 0     | –      | –      | 5      | 0      |
| 2022/23        | VfL Wolfsburg     | Bundesliga     | 33         | 1          | 3     | 0     | –      | –      | 36     | 1      |
| 2023/24        | Tottenham Hotspur | Premier League | 27         | 3          | 2     | 0     | –      | –      | 29     | 3      |
| Carrièretotaal | Carrièretotaal    | Carrièretotaal | 110        | 6          | 7     | 0     | 1      | 0      | 118    | 6      |

## Interlandcarrière
Van de Ven werd in 2021 voor het eerst bij een nationale jeugdselectie gehaald, Nederland –21. Hiermee was hij twee jaar later actief op het EK –21 van 2023. Hij was basisspeler in alle drie de wedstrijden die zijn team tijdens dat toernooi speelde.
In september 2023 behoorde hij voor het eerst tot de selectie van het Nederlands elftal. Op 13 oktober van dat jaar debuteerde hij voor Oranje, als invaller tijdens de thuiswedstrijd tegen Frankrijk (1-2 verlies). Hij viel in voor Nathan Aké.
Tijdens het EK 2024 kwam hij de eerste vier eerste wedstrijden telkens als invaller voor Nathan Aké in het veld. Nederland overleefde een groep met Polen, Frankrijk en Oostenrijk en schakelde vervolgens Roemenië en Turkije uit, voordat het in de halve finales met 2–1 verloor van Engeland.
| Interlands van Micky van de Ven  | Interlands van Micky van de Ven  | Interlands van Micky van de Ven  | Interlands van Micky van de Ven  | Interlands van Micky van de Ven  | Interlands van Micky van de Ven |
| №                                | Datum                            | Wedstrijd                        | Uitslag                          | Soort Wedstrijd                  | Doelpunten                      |
| -------------------------------- | -------------------------------- | -------------------------------- | -------------------------------- | -------------------------------- | ------------------------------- |
|                                  |                                  |                                  |                                  |                                  |                                 |
| Als speler bij Tottenham Hotspur | Als speler bij Tottenham Hotspur | Als speler bij Tottenham Hotspur | Als speler bij Tottenham Hotspur | Als speler bij Tottenham Hotspur | 1                               |
| 1.                               | 13 oktober 2023                  | Nederland – Frankrijk            | 1-2                              | Kwalificatie EK 2024             |                                 |
| 2.                               | 16 oktober 2023                  | Griekenland – Nederland          | 0-1                              | Kwalificatie EK 2024             |                                 |
| 3.                               | 6 juni 2024                      | Nederland – Canada               | 4-0                              | Vriendschappelijk                |                                 |
| 4.                               | 10 juni 2024                     | Nederland – IJsland              | 4-0                              | Vriendschappelijk                |                                 |
| 5.                               | 16 juni 2024                     | Polen – Nederland                | 1-2                              | EK 2024                          |                                 |
| 6.                               | 25 juni 2024                     | Nederland – Oostenrijk           | 2-3                              | EK 2024                          |                                 |
| 7.                               | 2 juli 2024                      | Roemenië – Nederland             | 0-3                              | EK 2024                          |                                 |
| 8.                               | 6 juli 2024                      | Nederland – Turkije              | 2-1                              | EK 2024                          |                                 |
| 9.                               | 11 oktober 2024                  | Hongarije – Nederland            | 1–1                              | Nations League 2024/25           |                                 |
| 10.                              | 14 oktober 2024                  | Duitsland - Nederland            | 1-0                              | Nations League 2024/25           |                                 |
| 11.                              | 7 juni 2025                      | Finland - Nederland              | 0-2                              | Kwalificatie WK 2026             |                                 |
| 12.                              | 10 juni 2025                     | Nederland - Malta                | 8-0                              | Kwalificatie WK 2026             | 90+3'                           |

## Erelijst
Tottenham Hotspur
- UEFA Europa League: 2024/25